# Bømlo
Bømlo (eller Bømmeløy) är den största ön i Bømlo kommun i Sunnhordland i Vestland fylke i västra Norge. Kulleseidkanalen delar ön i en nordlig del med stora myrar och en sydlig del som är mer frodig. På Bømlo ligger orterna Svortland, Rubbestadneset, Foldrøyhamn, Langevåg och Melandsvågen och den nedlagda färjehamnen Siggjarvåg.
Fjället Siggjo (474 m ö.h.) ligger på ön och har med sin märkliga formation varit ett känt inseglingsmärke.

## Vägförbindelser
Olika broar knyter samman ön med andra öar i kommunen, som Moster, Goddo, Hiskjo, Aga och Spissøy. Bømlo är förbunden med fastlandet via en bro till den mindre ön Föyno, och därifrån genom Bömlafjordtunneln som går under havet mellan Föynö och fastlandet norr om staden Haugesund.